# Czerteż (Dzwonkówka)
Czerteż (801 m) – szczyt w masywie Dzwonkówki w Beskidzie Sądeckim. Znajduje się na południowym grzbiecie Przysłopu, w widłach dwóch cieków źródłowych Czarnego Potoku, będącego dopływem Skotnickiego. Jest całkowicie porośnięty lasem, ale nieco poniżej znajduje się polana Ubocz z zabudowaniami pojedynczego gospodarstwa. Administracyjnie należy do miejscowości Szczawnica w województwie małopolskim, w powiecie nowotarskim.
Nazwa Czerteż jest pochodzenia ruskiego. U Łemków słowo czerteż, czertiż oznacza wyrąb, u Bojków też pole orne w lesie.